# Ken Dark
Pour les articles homonymes, voir Dark.
Ken Dark est un archéologue britannique, né en 1961 à Brixton, quartier du sud de Londres. Il travaille sur le Ier millénaire après Jésus-Christ en Grande-Bretagne et au Moyen-Orient romain et byzantin. Il s'intéresse spécialement à l'archéologie paléochrétienne.

## Biographie
Titulaire d'un BA en archéologie de l'université d'York en 1982, il obtient un doctorat en archéologie et histoire à l'université de Cambridge. Il a enseigné dans les universités de Cambridge, d'Oxford et de Reading.
Depuis 1996, il préside un groupe de recherche sur l'Antiquité tardive. En 2001, il devient directeur d'un centre de recherche sur l'Antiquité tardive et les études byzantines à l'Université de Reading.
Depuis 2004, il dirige une étude archéologique à Constantinople, sur l'église byzantine de Sainte-Sophie, ainsi qu'à Nazareth, en Israël, où il pense avoir trouvé la maison dans laquelle vivait la Sainte Famille,.
En 2013, il annonce avoir trouvé un emplacement possible de Dalmanutha, mentionné dans l'évangile selon Marc (Mc 8,10), dans la plaine de Ginosar, près du lieu de découverte d'un bateau de pêche vieux de 2000 ans sur une rive du lac de Tibériade.

## Membre de sociétés savantes
Il est membre de la Society of Antiquaries of London, de la Royal Historical Society et du Royal Anthropological Institute de Grande-Bretagne et d'Irlande, et membre du Royal Institute of International Affairs.

## Publications
Professeur honoraire de plusieurs universités européennes et américaines, il est l'auteur de nombreux livres et articles académiques et dirige des fouilles et projets de recherche, à la fois en Grande-Bretagne et au Moyen-Orient, ainsi qu'à Istanbul (Turquie).

### Livres
- The Sisters of Nazareth convent. A Roman-period, Byzantine and Crusader site in central Nazareth, Londres, 2020.
- Roman-period and Byzantine Nazareth and its hinterland, Londres, 2020.
- Hagia Sophia in Context, Oxford, 2019 (collaborateur).
- Constantinople: archaeology of a Byzantine megapolis, Oxford, 2013 (collaborateur).
- Byzantine Pottery, Stroud, 2001.
- Britain and the End of the Roman Empire, Stroud, 2001.
- The Waves of Time, Londres et New York, 1998.
- The Landscape of Roman Britain, Stroud, 1997 (en collaboration avec Petra Dark).
- Theoretical Archaeology, Londres et New York, 1995 (Des traductions en japonais et chinois sont parues en 2004 et 2006).
- Civitas to Kingdom, Londres, 1994.
- Discovery By Design, Oxford, 1994.